# Marius Mayrhofer
Marius Mayrhofer (født 18. september 2000 i Tübingen) er en cykelrytter fra Tyskland, der er på kontrakt hos Tudor Pro Cycling Team.
Karrierens første professionelle sejr kom da han i januar 2023 vandt World Tour-løbet Cadel Evans Great Ocean Road Race 2023.